# Diocesi di Mexicali
La diocesi di Mexicali (in latino Dioecesis Mexicalensis) è una sede della Chiesa cattolica in Messico suffraganea dell'arcidiocesi di Tijuana. Nel 2021 contava 1.122.900 battezzati su 1.660.921 abitanti. È retta dal vescovo Enrique Sánchez Martínez.

## Territorio
La diocesi comprende il comune di Mexicali nello stato messicano della Bassa California ed i comuni di General Plutarco Elías Calles, Puerto Peñasco e San Luis Río Colorado nello stato di Sonora.
Sede vescovile è la città di Mexicali, dove si trova la cattedrale di Nostra Signora di Guadalupe.
Il territorio si estende su una superficie di 50.616 km² ed è suddiviso in 60 parrocchie, raggruppate in 3 zone pastorali e 11 decanati.

## Storia
La diocesi è stata eretta il 25 marzo 1966 con la bolla Qui secum di papa Paolo VI, ricavandone il territorio dall'arcidiocesi di Hermosillo e dalla diocesi di Tijuana (oggi arcidiocesi). Originariamente era suffraganea dell'arcidiocesi di Hermosillo.
Il 4 marzo 1967, con la lettera apostolica Quasi amica, lo stesso papa Paolo VI ha proclamato la Beata Maria Vergine di Loreto patrona principale della diocesi.
Il 25 novembre 2006 è entrata a far parte della provincia ecclesiastica della Bassa California, come suffraganea dell'arcidiocesi di Tijuana.
Il 26 gennaio 2007 ha ceduto una porzione del suo territorio a vantaggio dell'erezione della diocesi di Ensenada.

## Cronotassi dei vescovi
Si omettono i periodi di sede vacante non superiori ai 2 anni o non storicamente accertati.
- Manuel Pérez-Gil y González † (18 luglio 1966 - 30 marzo 1984 nominato vescovo di Tlalnepantla)
- José Ulises Macías Salcedo (14 giugno 1984 - 20 agosto 1996 nominato arcivescovo di Hermosillo)
- José Isidro Guerrero Macías † (31 maggio 1997 - 23 febbraio 2022 deceduto)[2]
- Enrique Sánchez Martínez, dall'11 settembre 2023

## Statistiche
La diocesi nel 2021 su una popolazione di 1.660.921 persone contava 1.122.900 battezzati, corrispondenti al 67,6% del totale.
| anno | popolazione | popolazione | popolazione | presbiteri | presbiteri | presbiteri | presbiteri                | diaconi | religiosi | religiosi | parrocchie |
| anno | battezzati  | totale      | %           | numero     | secolari   | regolari   | battezzati per presbitero | diaconi | uomini    | donne     | parrocchie |
| ---- | ----------- | ----------- | ----------- | ---------- | ---------- | ---------- | ------------------------- | ------- | --------- | --------- | ---------- |
| 1966 | ?           | 383.467     | ?           | 28         | 11         | 17         | ?                         |         |           |           | 10         |
| 1970 | 600.000     | 656.700     | 91,4        | 47         | 35         | 12         | 12.765                    |         | 14        | 163       | 24         |
| 1976 | 685.620     | 761.831     | 90,0        | 50         | 31         | 19         | 13.712                    |         | 27        | 150       | 32         |
| 1980 | 719.178     | 900.000     | 79,9        | 58         | 33         | 25         | 12.399                    |         | 33        | 177       | 33         |
| 1990 | 1.349.000   | 1.622.000   | 83,2        | 84         | 60         | 24         | 16.059                    |         | 28        | 155       | 41         |
| 1999 | 1.286.455   | 1.524.249   | 84,4        | 115        | 88         | 27         | 11.186                    |         | 50        | 152       | 43         |
| 2000 | 1.376.455   | 1.618.150   | 85,1        | 109        | 87         | 22         | 12.628                    | 1       | 51        | 151       | 49         |
| 2001 | 1.085.082   | 1.379.525   | 78,7        | 123        | 96         | 27         | 8.821                     | 1       | 45        | 150       | 49         |
| 2002 | 1.181.907   | 1.521.984   | 77,7        | 128        | 101        | 27         | 9.233                     | 1       | 45        | 156       | 49         |
| 2003 | 1.245.558   | 1.516.845   | 82,1        | 140        | 112        | 28         | 8.896                     | 1       | 71        | 144       | 49         |
| 2004 | 1.317.533   | 1.705.001   | 77,3        | 121        | 100        | 21         | 10.888                    | 1       | 59        | 139       | 51         |
| 2013 | 1.170.316   | 1.440.000   | 81,3        | 163        | 147        | 16         | 7.179                     | 2       | 32        | 141       | 55         |
| 2016 | 1.120.270   | 1.590.580   | 70,4        | 184        | 167        | 17         | 6.088                     | 2       | 35        | 139       | 57         |
| 2019 | 1.230.840   | 1.735.650   | 70,9        | 188        | 170        | 18         | 6.547                     | 3       | 29        | 139       | 58         |
| 2021 | 1.122.900   | 1.660.921   | 67,6        | 182        | 166        | 16         | 6.169                     | 3       | 38        | 109       | 60         |